# Ісао Інокума
Ісао Інокума (яп. 猪熊功, нар. 4 лютого 1938 Йокосука — пом. 28 вересня 2001 Токіо) — японський дзюдоїст, який на літніх Олімпійських іграх 1964, що відбулися в Токіо, виборов золоту нагороду у важкій ваговій категорії (понад 80 кг).

## Кар'єра

### Становлення
У дитинстві мав слабке здоров'я — хворів на туберкульоз, автоінтоксикацію, грижу тощо. У другому класі середньої школи захопився книгою Сугата Сансіро, в якій ідеться про різні бойові мистецтва, й під її впливом почав займатися в розташованій неподалік школі бойових мистецтв Ріітіро Ватанабе . Серед його товаришів по навчанню були сумоїст Тайдзо Хірокава і дзюдоїст Тору Морі, який згодом більше проявив себе як гравець у бейсбол.